# Onkel Willi und Felix

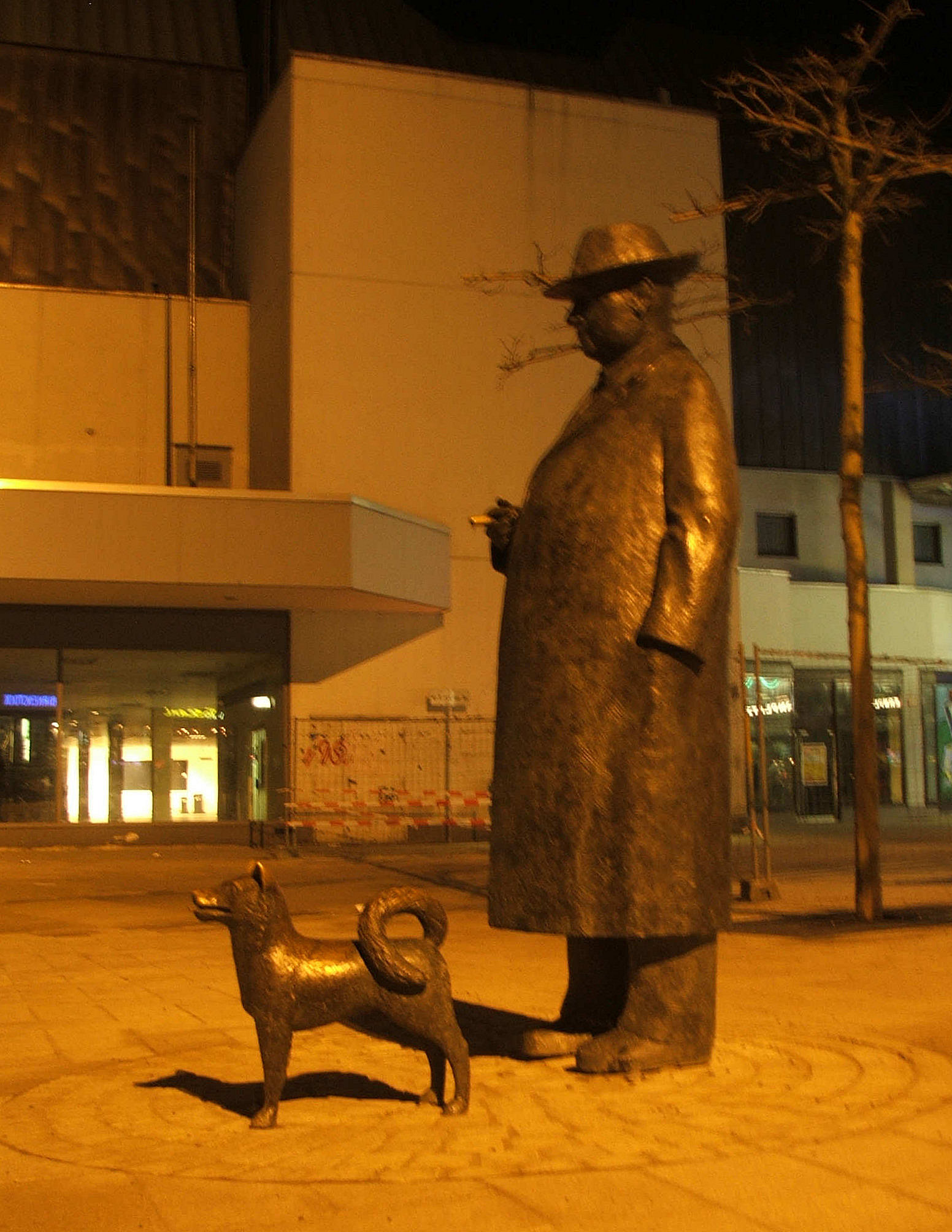
Onkel Willi und Felix, 2008

Onkel Willi und Felix ist der Name einer Plastik in Lüdenscheid. Sie besteht aus Bronze und stellt einen mit Mantel und Hut bekleideten Mann mit seinem Hund dar. In seiner rechten Hand hält er eine Zigarre.

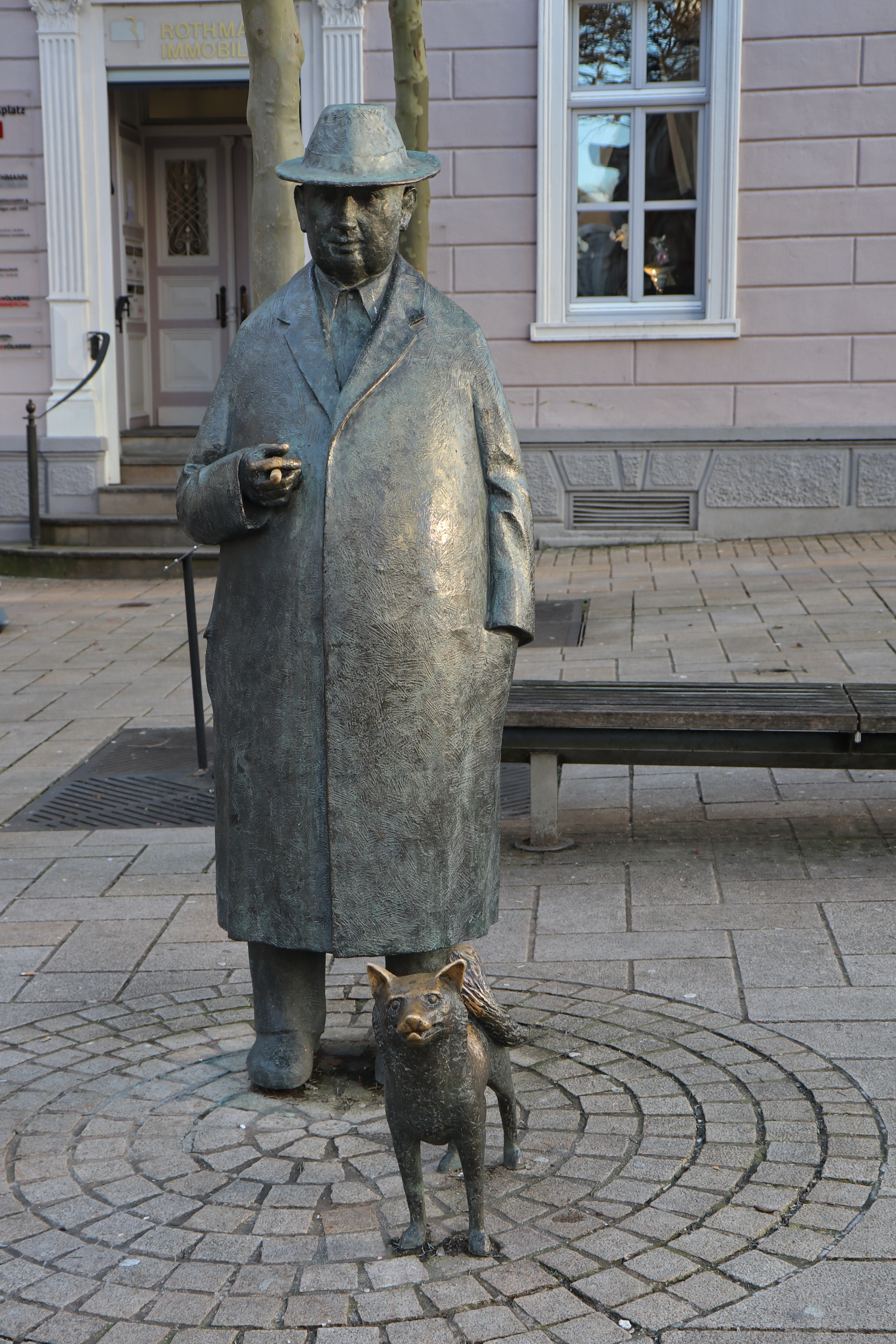
Onkel Willi und Felix im Jahr 2020

Das Kunstwerk wurde 1978 von Waldemar Wien geschaffen und am 3. April 1981 auf dem Sternplatz der Öffentlichkeit übergeben. Im Spätsommer 2007 wurde die Plastik gereinigt und mit einer Wachsschicht konserviert, um die Bildung einer Patina zu verhindern.